# Корбјер (Горња Саона)
Корбјер (фр. Corbière) насеље је и општина у источној Француској у региону Франш-Конте, у департману Горња Саона која припада префектури Лир.
По подацима из 2011. године у општини је живело 98 становника, а густина насељености је износила 31,11 становника/km². Општина се простире на површини од 3,15 km². Налази се на средњој надморској висини од 408 метара (максималној 421 m, а минималној 338 m).

## Демографија
| 1962. | 1968. | 1975. | 1982. | 1990. | 1999. | 2011. |
| ----- | ----- | ----- | ----- | ----- | ----- | ----- |
| 74    | 108   | 87    | 95    | 95    | 93    | 98    |

График промене броја становника у току последњих година